# Wawer (Warschau)
Wawer is het meest oostelijke en tevens het grootste stadsdeel van Warschau, de hoofdstad van Polen.

## Wijken
- Aleksandrów
- Anin
- Falenica
- Las
- Marysin Wawerski
- Miedzeszyn

- Międzylesie
- Nadwiśle
- Radość
- Sadul
- Wawer
- Zerzeń

## Geschiedenis
In de nacht van 26 op 27 december 1939 vond in dit stadsdeel het Wawer-bloedbad plaats. Op 26 december werden 120 burgers gearresteerd als vergelding van de moord op twee belangrijke nazi-officieren. Dezelfde nacht werden er 107 doodgeschoten. Alle slachtoffers hadden niets te maken met de moord op de twee officieren.
Bemowo · Białołęka · Bielany · Mokotów · Ochota · Praga · Rembertów · Śródmieście ·
Targówek · Ursus · Ursynów · Wawer · Wesoła · Wilanów · Włochy · Wola · Żoliborz